# Condado de Saint François
El condado de Saint François (en inglés: Saint François County), fundado en 1821, es uno de 114 condados del estado estadounidense de Misuri. En el año 2008, el condado tenía una población de 63,214 habitantes y una densidad poblacional de 54 personas por km². La sede del condado es Farmington. El condado recibe su nombre en honor al río Saint Francis.

## Geografía
Según la Oficina del Censo, el condado tiene un área total de 1172 km² (452,5 mi²), de la cual 1164 km² (449,4 mi²) es tierra y 8 km² (3,1 mi²) (0.65%) es agua.

### Condados adyacentes
- Condado de Jefferson (este)
- Condado de Ste. Genevieve (este)
- Condado de Perry (sureste)
- Condado de Madison (sur)
- Condado de Iron (suroeste)
- Condado de Washington (oeste)

## Demografía
Según la Oficina del Censo en 2000, los ingresos medios por hogar en el condado eran de $39551, y los ingresos medios por familia eran $47923. Los hombres tenían unos ingresos medios de $29961 frente a los $19412 para las mujeres. La renta per cápita para el condado era de $19047. Alrededor del 11,00% de la población estaban por debajo del umbral de pobreza.

## Transporte

### Carreteras principales
- U.S. Route 67
- Ruta 8
- Ruta 32
- Ruta 47

## Localidades
| - Bismarck (Ciudad) - Blackwell (Rural) - Bonne Terre (Ciudad) - Desloge (Ciudad) - Doe Run (Ciudad) - Farmington (Ciudad) - Frankclay (Rural) - French Village (Villa) - Haggai (historical) - Iron Mountain (Rural) - Iron Mountain Lake (Villa) - Knob Lick (Villa) | - Leadington (Ciudad) - Leadwood (Ciudad) - Middle Brook (Rural) - Park Hills (Ciudad) - Terre du Lac (Rural) |